# Tituly a vyznamenání Čankajška

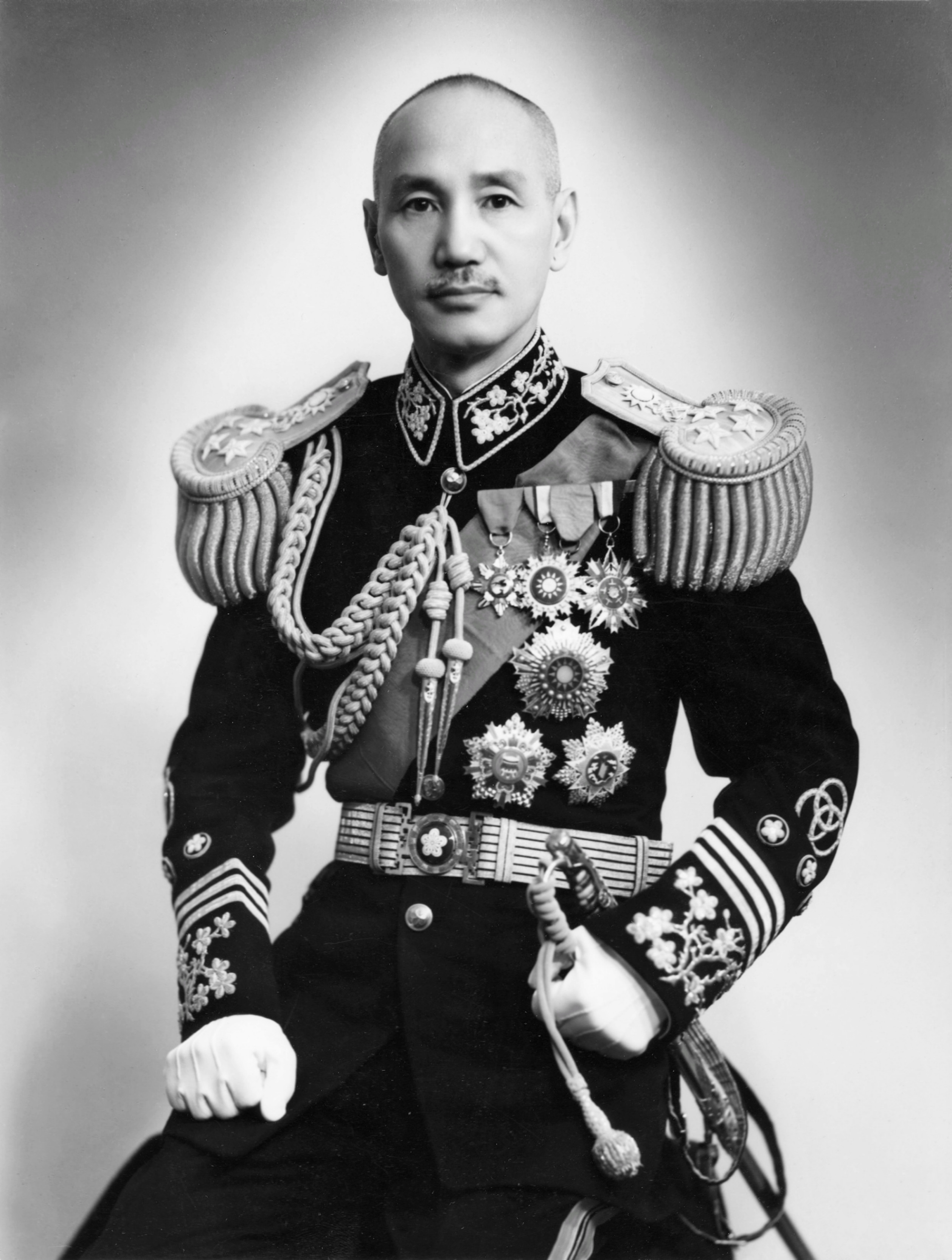
Čankajšek v uniformě zdobené řadou vyznamenání

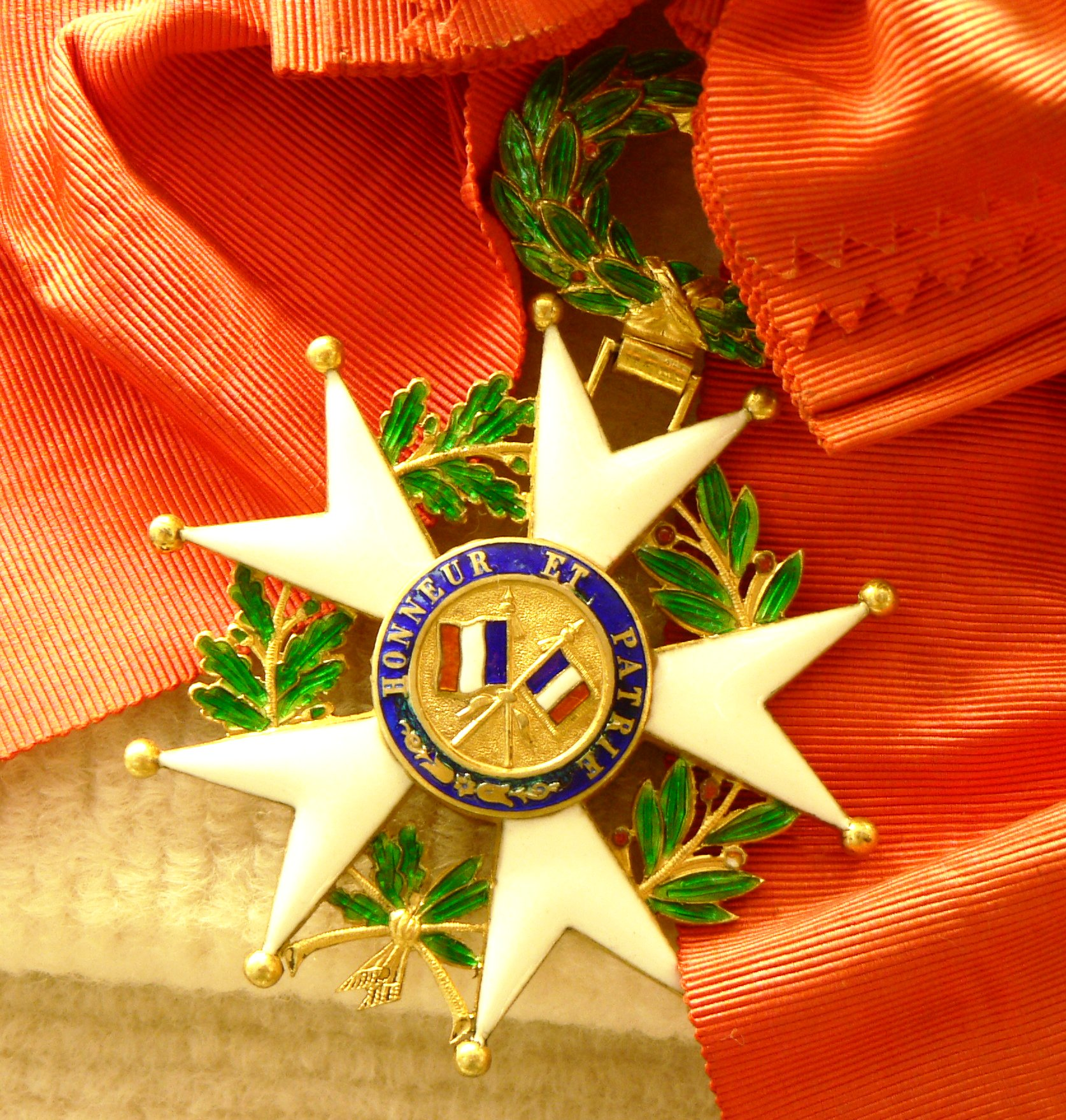
Velkokříž Řádu čestné legie udělené Čankajškovi

Čankajšek (čínsky v českém přepisu Ťiang Ťie-š’, pchin-jinem Jiǎng Jièshí, znaky zjednodušené 蒋介石, tradiční 蔣介石), čínský voják a nacionalistický politik, vůdce Kuomintangu a prezident Čínské republiky, obdržel během svého života řadu národních i zahraničních řádů a medailí.

## Vyznamenání

### Národní vyznamenání
- Řád národní slávy
- Řád modrého nebe a bílého slunce
- Řád posvátné trojnožky
- Řád jasného nefritu
- Řád příznivých oblaků
- Řád oblaku a praporu
- Řád zářící hvězdy
- Čestná šavle probuzeného lva

### Zahraniční vyznamenání
- Argentina
  -  Řád osvoboditele generála San Martína – říjen 1960

- Belgie
  -  Řád Leopolda – 4. června 1946

- Bolívie
  -  Řád andského kondora – březen 1966

- Brazílie
  -  Řád Jižního kříže – 1944

- Československo
  -  Řád Bílého lva I. třídy – 16. června 1945[1]

- Dominikánská republika
  -  Řád za zásluhy Duarta, Sáncheze a Melly – leden 1940
  -  Řád Kryštofa Kolumba – červenec 1948
  -  velkokříž Řádu Kryštofa Kolumba – říjen 1971

- Filipíny
  -  vrchní velitel Řádu filipínské čestné legie – 1949[2]
  -  řetěz Řádu Sikatuna – 2. května 1960[3]

- Francie
  -  velkokříž Řádu čestné legie – 9. ledna 1945

- Gambie
  -  Řád republiky – listopad 1972

- Guatemala
  -  Řád Quetzala – 7. prosince 1956

- Chile
  -  Řád za zásluhy – 29. ledna 1944

- Itálie
  -  Řád svatého Mauricia a svatého Lazara – duben 1948

- Jižní Korea
  -  Záslužný řád národní nadace – 27. listopadu 1953

- Jordánsko
  -  Nejvyšší řád renesance – 9. března 1959

- Kolumbie
  -  Řád Boyacá – říjen 1963

- Malawi
  -  Řád lva – 5. srpna 1967

- Mexiko
  -  Řád aztéckého orla – duben 1945

- Nikaragua
  - Národní řád Miguela Larreynagy – listopad 1974
  -  Řád Rubéna Daría – říjen 1958

- Panama
  -  Řád Vasco Núñeze de Balboa – únor 1960

- Paraguay
  -  řetěz Národního řádu za zásluhy – květen 1962

- Peru
  -  Řád peruánského slunce – říjen 1944

- Řecko
  -  Řád Spasitele – 22. března 1957

- Spojené království
  -  čestný rytíř velkokříže Řádu lázně – 1942[4]

- Spojené státy americké
  -  Chief Commander Legion of Merit – 9. července 1943[5]
  -  Army Distinguished Service Medal – březen 1946

- Španělská republika
  -  Řád Isabely Katolické – květen 1936

- Španělsko
  -  řetěz Řádu za občanské zásluhy – 23. února 1965 – uděli Francisco Franco[6]

- Švédsko
  -  rytíř Řádu Serafínů – 4. června 1948

- Thajsko
  -  Řád Rajamitrabhorn – 5. června 1963[7]

- Venezuela
  -  Řád osvoboditele – červenec 1954